# Watching the Sky
Watching the Sky è il secondo album in studio del gruppo musicale australiano Sheppard, pubblicato l'8 giugno 2018.

## Il disco
Il disco è stato anticipato da vari singoli pubblicati tra il 2016 e il 2018; l'uscita e il titolo venne confermato dalla band nel gennaio 2018.

## Tracce
1. Watching the Sky – 0:50
2. Coming Home – 3:55
3. Keep Me Crazy – 3:16
4. Love Me Now – 3:31
5. We Belong – 3:27
6. Edge of the Night – 3:24
7. Live for You – 3:54
8. Sorry – 4:13
9. Choke – 2:55
10. Call Me Up – 3:09
11. Hometown – 3:07
12. Castaway – 3:26
13. Riding the Wave – 3:24
14. I Was Lost – 4:28